# Gibal
Gibal (em grego: Γίβαλ; fl. ca. 551) foi um oficial gótico do século VI, ativo durante o reinado do rei Tótila (r. 541–552). Ele lutou nos últimos estágios da Guerra Gótica contra o Império Bizantino.

## Vida
Procópio de Cesareia menciona Gibal junto com Indulfo (Gundulfo) e Escipuar como "o mais notável entre os godos" sob Tótila. Junto com Indulfo e Escipuar, recebeu a missão de capturar Ancona, em Piceno. Tótila também lhes deu uma frota de 47 navios para ajudá-los na missão. Enquanto Escipuar liderou o cerco de Ancona, Gibal e Indulfo assumiram o comando das forças navais. No outono de 551, eles sofreram uma derrota esmagadora na Batalha de Sena Gálica, durante a qual Gibal foi capturado enquanto Indulfo escapou.